# Citronnade
La citronnade (ou  citronade, maintenant vieilli) est une boisson à base d'eau, de jus de citron, et de sucre servie froide. Dans l'usage courant elle est synonyme de limonade.

## Histoire
L'arabe ليمون (laymun)  du persan لیمو (līmū)  a pris la forme de limone en Italien, d'où le dialectal tunisien līmūnāḍa et citrūnād (français citronnade) passés également en italien. Il est probable que la zone Italie (où la biodiversité du citron cultivé est la plus forte) - Tunisie est un foyer de diffusion des préparations à base de citron.  «Il semble qu’une citronnade, peut-être originaire du Moyen Orient, ait été consommée dans l’Italie du XVIe siècle» écrivent Véronique Braesco et al. (2013)
En 1643 le terme citronade (avec 1 n) figure dans Le libraire du Pont-neuf et en 1658 avec 2 n ( «Et pour le boire, les limonnades, les citronnades, et l'eau d'orge pour tisane commune, avec quelque gouttes d'aigre ou esprit de vitriol, seront très profitables»). Les 2 orthographes figurent encore en 1953 dans l'Ortografe du XXIe siècle. Dans la littérature numérisée le terme est moins fréquent que limonade et aussi plus tardif (1524 en néerlandais, 1565 en français). Citronnade en français de Haïti veut dire limonade. Traditionnellement cette préparation est un médicament, dès l'origine la boisson à base de jus de citron est prescrite comme anti-sécheresse et reconstituants.
La citronnade (gazeuse) semble être arrivée en Angleterre depuis l'Italie via la France. La première référence anglaise date 1663 (The Parson's Wedding) en 1779 Michael Kelly, le chanteur d'opéra, dit avoir bu de la limonade glacée lors d'un repas dans une taverne napolitaine.
Chez Joseph Gilliers (1768) les citronades ou citronats sont des poncires (C. medica) confits encore verts (usage conservé). La mélisse était appelée Citronnelle, Citronnade, herbe de citron dans les traités de simples.

### Eau plate ou gazeuse
Larousse admet l'eau plate ou gazeuse. La limonade ou citronnade gazeuse apparait tardivement, en 1879 L'art du confiseur moderne donne après son formulaire de limonade ou citronade (1 l d'eau; 60 g de sucre, 2 citrons ou limons coupés en tranches), une eau gazeuse avec 25 g de suc de limon, 10 g d'acide tartrique et 10 g de bicarbonate de soude. Le Congrès international de chimie appliquée de Paris en 1900 la limonade gazeuse qui n'applique pas le codex (eau, sirop de limon et gaz) est une fraude : «Je veux bien admettre que si les fabricants vendaient sous un nom de fantaisie certains de ces produits ils ne tomberaient pas sous le coup de la loi, ils pourraient par exemple prendre le nom de citronade gazeuse ou un nom quelconque et on ne pourrait avoir aucun recours contre eux ; mais sous le nom de limonade gazeuse ils ne peuvent vendre que la préparation indiquée au codex sous le titre limonade gazeuse».  
Le terme limonade gazeuse qui apparait en 1810 est beaucoup plus fréquent que celui de citronnade gazeuse.  Ali-Bab (1928) fait suivre sa recette de citronnade (3 l d'eau, 600 g de sucre, 6 citrons) de «On peut gazéifier la citronnade en remplaçant une partie de l’eau par de l’eau de Seltz qu’on ajoute au moment de servir».
L'infusion des citrons et du sucre dans l'eau bouillante est une des 2 versions de la citronnade, l'autre étant à l'eau froide.

### Citron, sirop de citron ou lime
La citronnade se prépare avec du citron et du sucre ou avec du sirop de citron. L'infusion est filtrée avant consommation. On rencontre des versions avec jus de citron ou avec citron entier - dont le zeste - infusées. Rarement au XXe siècle on rencontre des citronnades faites avec des limes (citron vert, Citrus aurantiifolia) on devrait alors parler de Nimbu pani. La limonade industrielle est fait d'eau, de sirop de sucre (saccharose), d’acide citrique et d’essence de citron.

## Diététique
Traditionnellement recommandée pour étancher la soif la version la plus simple se fait maison : eau jus de citron et rondelles de citron qui reposent au frais au moins une heure.  Autrement dit assez différente des citronnades industrielles sucrées ou édulcorées avec un apport calorique directement corrélé à la hausse de indice de masse corporelle. Sur les 42 citronnades du commerce rapportées par openfoodfacts (2024) 39 ont un nutri-score Mauvaise qualité nutritionnelle : E (rouge) ou D (orange) et 3 un C (jaune) soit une Qualité nutritionnelle moyenne avec un niveau de sucre < 3 %. 
La citronnade sans sucre a un effet diurétique qui réduit le risque de néphrolithiase calcique en augmentant l'excrétion du citrate urinaire et en réduisant le niveau oxalate de calcium et de phosphate de calcium selon une publication académique (2019) pour une consommation de 2 l par jour.
La citronnade maison se conserve jusqu'à 6 jours au réfrigérateur.

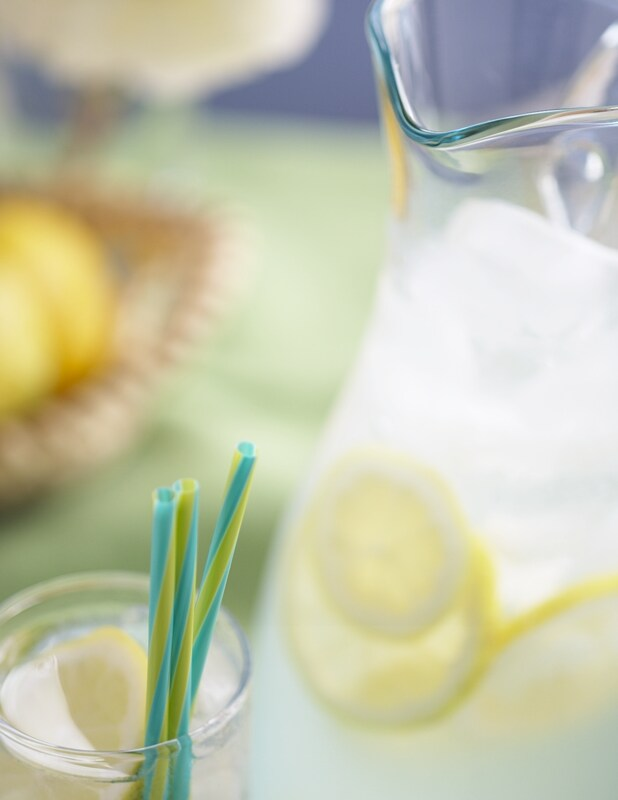
Limonade avec pailles.

## Variantes
En Sicile à Catane le Seltz ou Limone e Sale est une citronnade d'été faite du jus de 2 Limone dell'Etna pour 400 ml d'eau de Seltz bien froide et un peu de sel. La granita di limone sicilienne est faite d’eau, de sucre et de citron demi-congelée, l'équivalent d'un granité. La citronnade est une boisson fraîche et désaltérante traditionnelle de l'Afrique du Nord (Algérie, Maroc, Tunisie), du Bilad el-Cham (Jordanie, Palestine, Liban, Syrie) et de Turquie. Le jus, la pulpe et le zeste du citron sont infusés, nature ou avec du sirop de fleur d'oranger ou de sirop de rose.

### Citron pressé
Le jus de citron se dénature plus vite que les jus d'orange, de pamplemousse ou une pomme, l'huile essentielle qui lui donne son arôme se dégrade progressivement ; le citron pressé (jus de citron fraichement pressé) dilué dans l'eau fraiche et du sucre bénéficie d'une attractivité particulière.

### Sherbet, Sharbat
Les sharbat du persan  شربت  hindi  शर्बत sont à base d’eau fraîche, de jus de citron et de sucre diversement aromatisés
- En Iran le sharbat e tokhme sharbati se fait avec de la graine de chia et de l’eau de rose, ils peuvent inclurent de jus de lime[35]
- la laymounada du Proche-Orient est parfumée de fleur d’oranger et de feuilles de menthe[36].
- en Inde le sharbat au citron se fait à l'eau de rose, à l'hibiscus, au bois de santal, à l'orange, à la mangue et à l'ananas[37]. Akh-sharbat se fait avec du jus de canne à sucre, jus de lime et gingembre [38]

- Le cherbet el-karass[39] (breuvage de citron) ou la citronnade algérienne est une boisson à base de citron, d'eau de fleur d'oranger (ou d'eau de jasmin), de lait et d'eau[40].  Elle est notamment servie durant le mois de ramadan et les fêtes.